# 2022 في مصر
فيما يلي قوائم الأحداث التي وقعت خلال عام 2022 في مصر.

## الأحداث

### يناير
- 8 يناير: أدى تصادم مروري بين ميكروباص وحافلة إلى مقتل 16 شخصا وإصابة 18 آخرين في محافظة جنوب سيناء.
- 10 يناير: انطلاق منتدى شباب العالم في شرم الشيخ.

### فبراير
- 6 فبراير - خسارة المنتخب المصري لكرة القدم أمام منتخب السنغال في مباراة نهائي كاس أمم افريقيا.
- 28 فبراير 2022 - تحتفل مصر بمرور 100 عام على استقلالها عن المملكة المتحدة. (28 فبراير 1922 المملكة المتحدة تصدر تصريح عرف باسم تصريح 28 فبراير قبلت فيه باستقلال مصر، وقد قبلت الحكومة المصرية برئاسة عبد الخالق ثروت بهذا التصريح).
- 7 مايو -مقتل ضابط و10 جنود عند محطة رفع مياه في سيناء وإصابة 5 آخرين.

### يونيو
- 3 يونيو - إعلان وفاة ضابطي صف وإصابة جندي مصريين من قوات حفظ السلام في مالي بانفجار عبوة ناسفة.[1]
- 21 يونيو - مقتل طالبة مصرية تُدعى نيرة أشرف على يد زميلها في كلية الآداب بجامعة المنصورة.[2]

### أغسطس
- 14 أغسطس - حريق كنيسة أبو سيفين في إمبابة بالجيزة مما أدى إلى مقتل 41 شخصا من جملتهم كاهن الكنيسة.

### نوفمبر
- 7نوفمبر-18 نوفمبر- انطلاق مؤتمر الأمم المتحدة للتغير المناخي السابع والعشرين في شرم الشيخ.
- 12 نوفمبر - انقلاب حافلة في ترعة الرياح التوفيقي مما أدى لمقتل19 شخصا

## رياضة
- 9 يناير - انطلاق كأس أفريقيا لكرة القدم في الكاميرون، بمشاركة مصر.

## أفلام
- أصحاب ولا أعز

## وفيات

إبراهيم حجازي

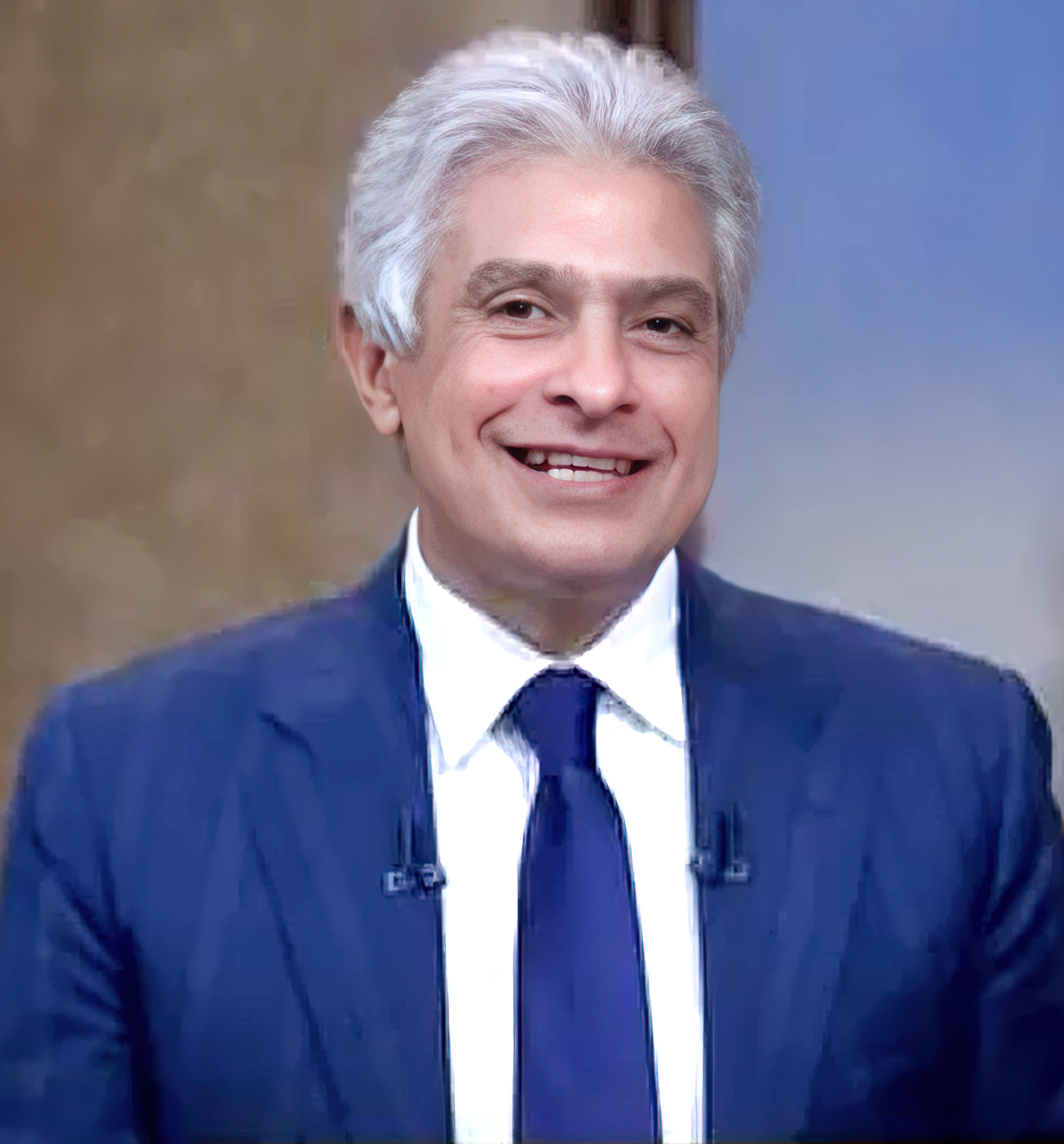
وائل الإبراشي

مها أبو عوف

سيد القمني

صلاح منتصر

سمير صبري

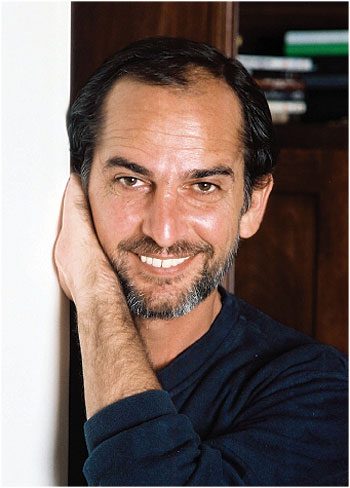
هشام سليم

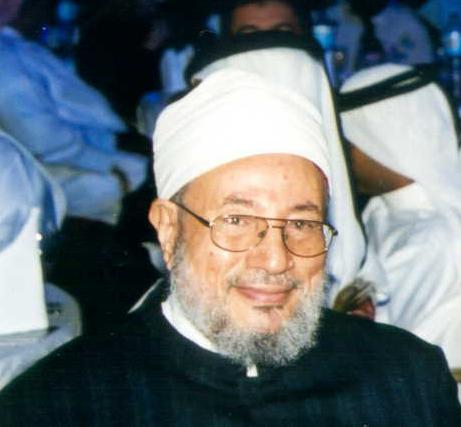
يوسف القرضاوي

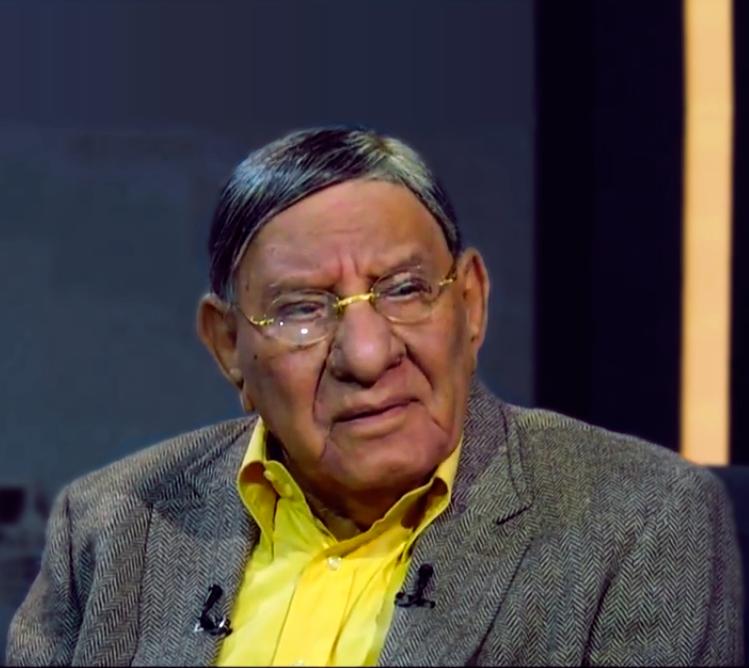
مفيد فوزي

- 3 يناير – إبراهيم حجازي، إعلامي (68 سنة).
- 6 يناير – مها أبو عوف، ممثلة (65 سنة).
- 6 يناير – أحمد الحجار، مُلحن (65 سنة).
- 8 يناير – محمد العربي (رجل أعمال) (95 سنة).
- 9 يناير – تهاني الجبالي، قاضية (71 سنة).
- 9 يناير – وائل الإبراشي، صحفي وإعلامي (58 سنة).[3]
- 12 يناير – وحيد السنباطي، صحفي وممثل (54 سنة).
- 17 يناير – آمال مكاوي، إعلامية (رئيسة القناة الأولى الأسبق).
- 20 يناير – روان الحسيني، بطلة العالم في كرة السرعة.
- 20 يناير – نوران شريف، كاتبة ومُخرجة.
- 26 يناير – ياسر رزق، كاتب وصحفي (57 سنة).
- 26 يناير – سامي متولي، كاتب صحفي (86 سنة).
- 27 يناير – ولاء فريد، ممثلة.
- 29 يناير – طارق شرارة، موسيقار (72 سنة).
- 30 يناير – عبد الحكيم الأسواني، كاتب صحفي، (مدير تحرير جريدة المصري اليوم).
- 30 يناير – نبيل الجوهري، مُخرج.
- 31 يناير – عبد السلام المحجوب، سياسي وعسكري ووزير (87 سنة).
- 2 فبراير – يوسف حجازي، مُخرج إذاعي.
- 3 فبراير – عايدة عبد العزيز، ممثلة (91 سنة).
- 4 فبراير – جلال الشرقاوي، ممثل ومخرج (88 سنة).[4]
- 6 فبراير – سيد القمني، كاتب علماني (74 سنة).
- 6 فبراير – عبد القادر محمد علي، كاتب صحفي (مدير تحرير جريدة الأخبار).
- 7 فبراير – أحمد يحيى، مخرج سينمائي (78 سنة).
- 7 فبراير – جرير منصور، ممثل (68 سنة).
- 11 فبراير – الموجي الصغير، مُلحن.
- 16 فبراير – سعيد مرعي، رئيس المحكمة الدستورية العليا الأسبق (67 سنة).
- 17 فبراير – أحمد مصطفى، لاعب كرة قدم (81 سنة).
- 18 فبراير – جلال دويدار، كاتب صحفي، رئيس تحرير صحيفة الأخبار (86 سنة).
- 19 فبراير – جمال فؤاد، ممثل.
- 19 فبراير – عبد العاطي صالح، ممثل.
- 23 فبراير – هبة عبد الحليم، كاتبة روائية (27 سنة).
- 23 فبراير – محمد الطراوي، فنان تشكيلى (66 سنة).
- 24 فبراير – حسين رمزي كاظم، سياسي ومحافظ الشرقية الأسبق.
- 25 فبراير – محمود الكردوسي، كاتب وأديب وصحفي (62 سنة).
- 26 فبراير – جالا فهمي، ممثلة (59 سنة).
- 28 فبراير – عبد الحى عبيد، سياسي وبرلماني.
- 1 مارس – باسم محمود رحمي، مُخرج.
- 1 مارس – محمد سعيد عبودة، ممثل.
- 4 مارس – سعيد فتحي الحافي، أشهر لاعب كرة «شراب» بمصر.
- 5 مارس – إياد داود، ممثل ومذيع.
- 7 مارس – هدايت عبد النبي، صحفية محررة دبلوماسية.
- 9 مارس – رمضان البدري حسين، عالم أثري.
- 13 مارس – زياد إيهاب، لاعب كرة قدم.
- 15 مارس – أحمد فوزي (ممثل)، ممثل.
- 16 مارس – المفتي إبراهيم، أكاديمي بارز في التربية الرياضية.
- 20 مارس – زكي فطين عبد الوهاب، ممثل ومخرج (61 سنة).
- 23 مارس – عبد رب النبي حافظ، قائد عسكري (91 سنة).
- 23 مارس – عبد المنعم خليل، قائد عسكري (100 سنة).
- 25 مارس – أحمد حلاوة، ممثل (73 سنة).[5]
- 26 مارس – رجائي عطية، محام (83 سنة).[6]
- 28 مارس – عهدي صادق، ممثل (71 سنة).[7]
- 28 مارس – أنطونيوس نجيب، بطريرك الإسكندرية للأقباط الكاثوليك.
- 7 أبريل – مجيد طوبيا، أديب (84 سنة).[8]
- 7 أبريل – آلاء حامد، بطلة ومدربة منتخب مصر للجودو.
- 9 أبريل – ليلى نصر، ممثلة.
- 11 أبريل – أيمن هدهود، باحث إقتصادي.
- 14 أبريل – ميرفت سلطان، رئيس مجلس إدارة البنك المصرى.
- 27 أبريل – فاطمة مظهر، ممثلة.[9]
- 30 أبريل – ضياء الدين خليفة، كاتب روائي.
- 14 مايو – رامز المصري، عالم حاسوب وباحث شهير (71 سنة).
- 15 مايو – صلاح منتصر، كاتب صحفي (88 سنة).[10]
- 20 مايو – سمير صبري، ممثل (85 سنة).
- 5 يونيو – محسن علم الدين، منتج أفلام ومسلسلات.[11]
- 14 يوليو – كمال عيد، مخرج وناقد مسرحي.[12]
- 17 يوليو – رشاد رمضان، مذيع سابق في بي بي سي (83 سنة).
- 20 يوليو – أحمد مرسي، أستاذ جامعي (78 سنة).[13]
- 25 يوليو – منير عامر، كاتب صحفي.
- 5 أغسطس - جهاد عودة، كاتب ومحلل سياسي.[14]
- 9 أغسطس – نادر دياب، مذيع بالتليفزيون المصري.
- 9 أغسطس – رجاء حسين، ممثلة (83 سنة).
- 9 أغسطس – سهير فهمي، كاتبة ناقدة ومترجمة.
- 16 أغسطس – يوسف الشريف (دراج)، بطل مصر وأفريقيا للدراجات.
- 31 أغسطس – جلال عوارة، مذيع تلفزيوني وبرلماني (50 سنة).
- 31 أغسطس – أمين العسال، فنان.
- 2 سبتمبر – علي عبد الخالق، مُخرج (78 سنة).
- 22 سبتمبر - هشام سليم، ممثل (64 سنة).[15]
- 26 سبتمبر - يوسف القرضاوي، عالم دين مسلم (96 سنة).
- 27 سبتمبر - مصطفى عبد المجيد سليم، شاعر (84 سنة).
- 30 سبتمبر - عبد اللطيف زكي، مخرج (76 سنة).[16]
- 3 أكتوبر - أسامة عبد العظيم، عالم أزهري.
- 4 أكتوبر - ماجدة عاصم، مذيعة تلفزيون.
- 11 أكتوبر - عبد الحليم سمارة، رئيس نادي الرمثا الأسبق (أقدم رئيس ناد في العالم).
- 12 أكتوبر- السعيد القصبي، (وشهرته «محمد القصبي»)، بطل حرب أكتوبر (76 سنة).
- 18 أكتوبر- كريم مدحت، مُغني الراب (22 سنة).
- 24 أكتوبر- ممدوح فوزى، شاعر.
- 25 أكتوبر- محمود علم الدين، أستاذ الإعلام وعضو أمناء الحوار الوطني.
- 25 أكتوبر- رشاد برسوم،أستاذ أمراض وزراعة الكلي، رائد علاج أمراض الكلي.
- 26 أكتوبر- محمد عبد الحميد الشحات، قائد عسكري ومحافظ مطروح (80 سنة).
- 27 أكتوبر- بهاء طاهر، كاتب روائي (87 سنة).
- 31 أكتوبر- أسامة السيد، طباخ وشيف (65 سنة).
- 4 نوفمبر - إبراهيم منير، نائب مرشد جماعة الإخوان المسلمين.(85 سنة)
- 4 نوفمبر - وديع فلسطين، كاتب وصحفي (99 سنة).[17]
- 13 نوفمبر:

- محمد سلطان، ملحن (85 سنة).
- سامي فهمي، ممثل (76 سنة).

- 22 نوفمبر - ناصر حسين، مخرج سينمائي.
- 2 ديسمبر - عاصم علام، رجل أعمال مصري-بريطاني.
- 4 ديسمبر - مفيد فوزي، إعلامي.
- 18 ديسمبر - محمد الأمين، رجل أعمال.
- 18 ديسمبر - يحيى الرخاوي، طبيب نفسي وأديب.
- 19 ديسمبر - هشام الشربيني، ممثل.